# 핼리팩스 타운 클럭

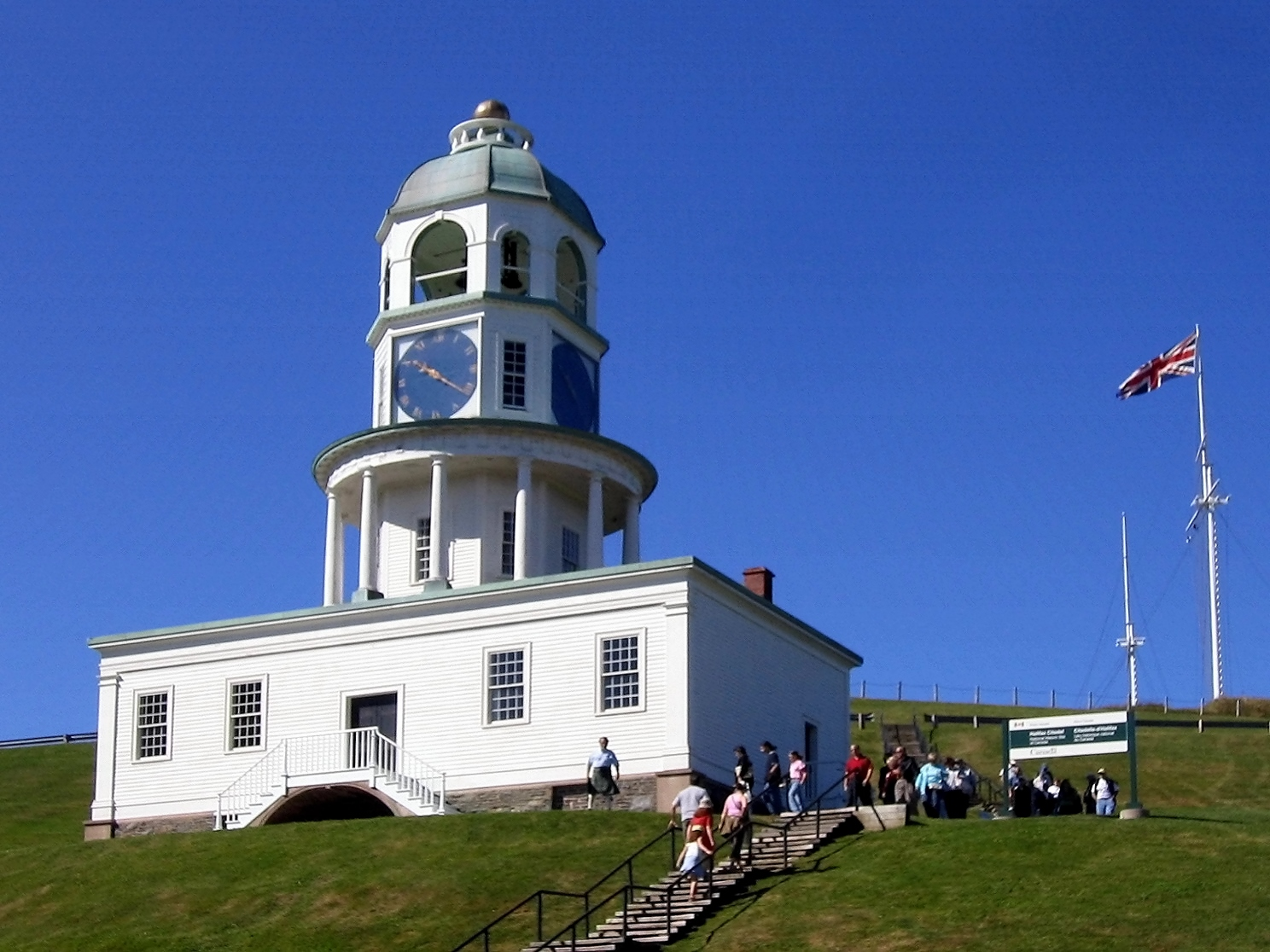
타운 클럭 정면

핼리팩스 타운 클럭(Halifax Town Clock), 올드 타운 클럭(Old Town Clock), 타운 클럭(Town Clock)은 노바스코샤주 핼리팩스 다운타운의 랜드마크 가운데 하나이다.
1803년 영국에서 군대와 시민들의 시간엄수를 목적으로 보내온 시계로서 식민지 시대의 유물이다. 시타델 국립 역사 유적지(Citadel National Historic Site)내의 동쪽에 위치하며, 원형돔 모양의 빌딩으로 주변의 푸르른 잔디밭과 바닷바람이 어울려 아름다운 관광지로 자리잡고 있다.